# Uranoscopus polli
Uranoscopus polli is een  straalvinnige vissensoort uit de familie van sterrenkijkers (Uranoscopidae). De wetenschappelijke naam is voor het eerst gepubliceerd in 1951 door Cadenat. De naam verwijst naar de Belgische ichtyoloog Max Poll.
De soort staat op de Rode Lijst van de IUCN als niet bedreigd, beoordelingsjaar 2009. De omvang van de populatie is volgens de IUCN stabiel.